# 시지프스 : the myth
《시지프스 : the myth》는 'JTBC 10주년 특별기획 드라마'라는 타이틀이 붙은 드라마로, 2021년 2월 17일부터 2021년 4월 8일까지 방송된 JTBC 수목드라마다.

## 기획 의도
우리의 세상에 정체를 숨기고 살아가고 있는 존재를 밝혀내려는 천재 공학자 한태술과 그를 위해 멀고도 위험한 길을 거슬러온 구원자 강서해의 여정을 그린 판타지 미스터리 드라마

## 제작진
- 연출 : 진혁 - SBS 드라마 《찬란한 유산》, 《검사 프린세스》, 《시티헌터》, 《주군의 태양》, 《닥터 이방인》, 《푸른 바다의 전설》 등 연출
- 극본 : 이제인, 전찬호 - KBS2 단막극 《드라마 스페셜 - 또 한번의 웨딩》, SBS 드라마 《운명과 분노》 공동 집필 (그 외 경력으로 2015년 SBS문화재단 제2차 극본공모 미니시리즈 부문 최우수상 수상이 있다.)

## 등장인물

### 주요 인물
- 조승우 : 한태술 역 (아역 정현준) - <퀀텀앤타임> 공동 창업자, 천재 공학자. 태산의 남동생. 서해의 연인. 16화 기준 사망(추측)

- 박신혜 : 강서해 역 (아역 서이수) - 미래에서 온 구원자, 최강의 전사. 동기와 은희의 딸. 태술의 연인. 16화 기준 사망(추측)
- 김병철 : 시그마 역 (아역 이주원) - 본명 서원주, 학창시절 왕따를 당하던 그를 한태술이 물과 나트륨을 섞으면 불꽃이 일어나는 것을 이용해서 구해주자, 자신을 괴롭히던 아버지에게 복수를 하려고 집을 한태술과 똑같은 방법으로 터뜨려서 할머니와 아빠를 죽였다. 16화 기준 미래의 시그마 사망 / 2020년 본명 서길복, 무명 화가.

### 태술의 사람들
- 허준석 : 한태산 역 - 태술의 형, 비정규직 수리공. 십 년 전 김서진에게 주사를 맞고 시공간을 떠도는 중
- 태인호 : 에디 김 역 - 본명 김승복, <퀀텀앤타임> 공동 대표, 태술의 절친. 현재는 <퀀텀앤타임> 대표

히든 보스
- 전국환 : 김한용 역 - <퀀텀앤타임> 이사장, 서진의 아버지. 16화 기준 사망.
- 정혜인 : 김서진 / 김 아그네스 역 - 정신과 의사, 한용의 딸. / 업 로더를 타고 온 최초 선발대, 화미 보육원 원장. 16화 기준 사망.
- 태원석 : 여봉선 역 - 태술의 경호원. 미래에는 업 로더를 지키고 있다. 정확히 말하면 업 로더로 가는 길을 지키고 있다. 16화 기준 미래의 여봉선 사망.

### 서해의 사람들
- 김종태 : 강동기 역 - 서해의 아버지, 은희의 남편, 특전사/경찰특공대 출신 경찰. 2020년 현재 경위.
- 이연수 : 이은희 역 - 서해의 어머니, 동기의 아내.
- 채종협 : 썬 역 - 본명 최재선, 아이돌 지망생 출신 중국집 종업원, 서해 바라기. 15화에 죽은 줄 알았으나, 사실은 태술에게 받은 방탄복을 입고 죽은 척한 것 이었다.

### 단속국 사람들
- 최정우 : 황현승 역 - 출입국 외국인청 제7과장, 전직 국정원 요원, 연식의 선배. 단속국 국장이다. 사망(루프 2,3에서)
- 고윤 : 정현기 역 - 신참 단속국 요원, 전직 순경.
- 양준모 : 최연식 역 - 단속국 대원, 현승의 후배.
- 박영빈 : 권혁범 역 - 단속국 요원.
- 이현준 : 조재웅 역 - 단속국 요원.

### 아시아마트
- 성동일 : 박사장 역 - 이름 박형도. <아시아마트> 사장. 16화 기준 사망.
- 이시우 : 빙빙 역 - <아시아마트> 직원. 본명 박지은. 박 사장의 친 딸(16회). 16화 기준 사망.
- 이명로 : 엄선재 역 - <아시아마트> 직원. 선호의 형. 16화 기준 사망.
- 정하준 : 엄선호 역 - <아시아마트> 직원. 선재의 동생. 16화 기준 사망.

### 그 외 인물
- 조석현 : 안장리 역 - 불법 의사. <아시아마트> 박사장의 충신.
- 성병숙 : 현기의 어머니 역 - 당뇨병 환자. 시각장애인.
- 김병춘 : 중국집 사장 역 - 썬이 일하는 중국집 부흥루 사장.
- 황만익 : 비행기 진상 손님 역 - 라면 조리 상태가 불만이라는 이유로 소란을 피우다 태술에게 논리로 얻어 맞는다.

- 이태검 : 형사 역
- 하율리 : 최고은 역 - 썬의 동생.
- 이왕수 : 양아치 역

### 특별 출연
- 이재원 : 김동현 역 - MD투자증권 과장, 시그마의 조력자
- 황동주 : 비행기 부기장 역

## 시청률
최저 시청률과 최고 시청률은 시청률 조사회사와 지역별로 시청률에 차이가 있을 수 있습니다.
| 2021년 | 2021년   | 2021년         | 2021년       |
| 회차   | 방송일   | AGB 시청률     | AGB 시청률   |
| 회차   | 방송일   | 대한민국(전국) | 서울(수도권) |
| ------ | -------- | -------------- | ------------ |
| 제1회  | 2월 17일 | 5.608%         | 6.766%       |
| 제2회  | 2월 18일 | 6.677%         | 8.063%       |
| 제3회  | 2월 24일 | 6.167%         | 6.200%       |
| 제4회  | 2월 25일 | 6.178%         | 6.771%       |
| 제5회  | 3월 3일  | 5.240%         | 6.036%       |
| 제6회  | 3월 4일  | 4.972%         | 5.620%       |
| 제7회  | 3월 10일 | 4.633%         | 5.040%       |
| 제8회  | 3월 11일 | 4.848%         | 5.574%       |
| 제9회  | 3월 17일 | 4.905%         | 5.372%       |
| 제10회 | 3월 18일 | 4.804%         | 5.038%       |
| 제11회 | 3월 24일 | 4.435%         | 4.834%       |
| 제12회 | 3월 25일 | 4.637%         | 5.160%       |
| 제13회 | 3월 31일 | 4.302%         | 5.106%       |
| 제14회 | 4월 1일  | 4.246%         | 4.971%       |
| 제15회 | 4월 7일  | 3.394%         | 3.925%       |
| 제16회 | 4월 8일  | 4.463%         | 4.878%       |

## 같이 보기
- 대한민국의 텔레비전 드라마 목록 (ㅅ)
- 2021년 대한민국의 텔레비전 드라마 목록